# أبو الحسن كسائي
أبوالحسن كسائي من أشهر الشعراء الذين ظهروا في إيران في سنة 341 هجرية. ولد في مرو. وكان أستاذه أبو قاسم الفردوسي. كان الكسائي شيعة من فريق الإثني عشرية. وكان الكسائي يتغني في قصائده بمدح علي وآل البيت ولكن ذلك لم يمنعه من أن يشيد بذكر محمود الغزنوي وكرمه وكان الكسائي أيضا متصلاً بملوك الساماني. وكان الكسائي يشرب الخمر وخمره خمراً حقيقية لا مجازية‌ كالتي تغني بها أصحاب الصوامع والمتصوفون. مات الكسائي في خراسان.